# 铁利府
铁利府，中国古代的府。

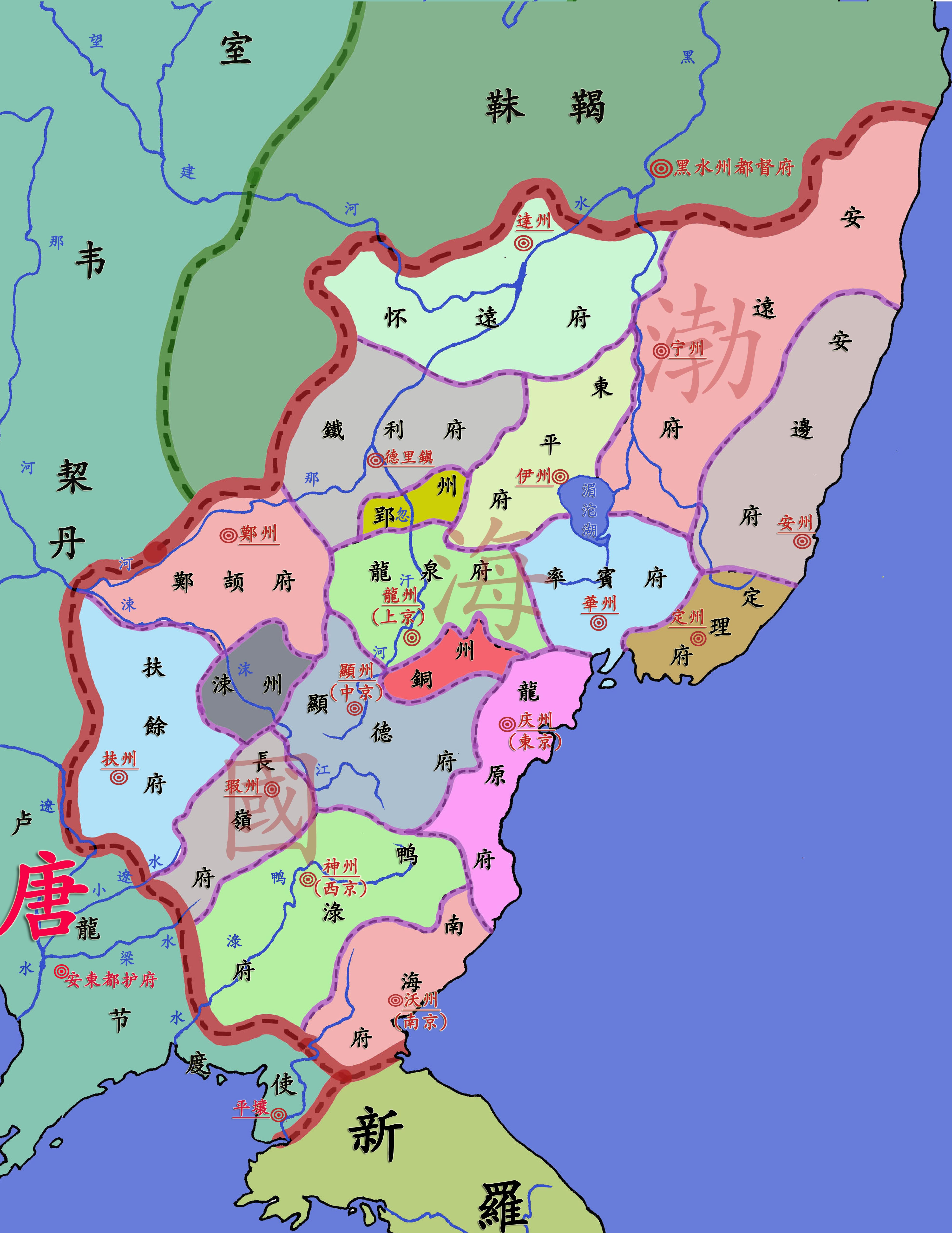
渤海國行政區劃

渤海国置，治所在德里镇（今黑龙江省依兰县西南马大屯）。辖境约当今黑龙江省依兰、通河、方正、勃利、桦南、七台河、汤原及佳木斯等市县地。下辖广州、汾州、蒲州、海州、归州。地入契丹后，南徙至今辽宁省抚顺市北。金朝时废。 